# Job Dragtsma
Job Dragtsma (Alkmaar, 23 ottobre 1955) è un allenatore di calcio olandese.

## Carriera
Ha iniziato la carriera nel 2004 allenando il Volendam, squadra militante in Eerste Divisie, prima di trasferirsi in Finlandia. Qui vince scudetto, coppa e coppa di lega con l'Inter Turku. Nel 2010 viene considerato tra successori di Stuart Baxter per la panchina della Nazionale finlandese, anche se poi l'incarico non si concretizza. La collaborazione col club si interrompe nel 2016.

## Palmarès

### Allenatore

#### Competizioni nazionali
- Veikkausliiga: 1

Inter Turku: 2008
- Liigacup: 1

Inter Turku: 2008
- Suomen Cup: 1

Inter Turku: 2009